# Talis menetriesi
Talis menetriesi là một loài bướm đêm trong họ Crambidae.